# Enrofloksacyna
Enrofloksacyna (łac. enrofloxacinum) – organiczny związek chemiczny, antybiotyk z grupy fluorochinolonów, który jako pierwszy został dopuszczony do stosowania w leczeniu zwierząt domowych.
Działanie enrofloksacyny polega na inhibicji bakteryjnej gyrazy DNA, enzymu warunkującego tworzenie spirali nici DNA. Wysoką biodostępność uzyskuje się zarówno poprzez doustne, jak również pozajelitowe podanie leku. Wydalanie substancji z organizmu zachodzi głównie przez nerki. Biologiczny okres półtrwania zależy od gatunku zwierzęcia i waha się od 2 do 7 godzin. Głównym metabolitem jest cyprofloksacyna.
U psów stopień przemiany metabolicznej kształtuje się na poziomie ponad 40%.
Enrofloksacyna jest stosowana jako chemioterapeutyk w chorobach zakaźnych u psów, kur domowych, kotów, cieląt, krów, świn, indyków, małych zwierząt domowych. Wykazuje wysoką skuteczność przeciwko dużej liczbie zarówno Gram-dodatnich, jak również Gram-ujemnych patogenów, takich jak Escherichia coli, Erysipelothrix rhusiopathie, Haemophilus spp., Salmonella spp., Pasteurella spp. i Staphylococus oraz mykoplazm (Mycoplasma bovis i Mycoplasma hyopneumoniae). W zależności od gatunku zwierzęcia, stosuje się ją do leczenia różnych chorób:
- psy/koty: infekcje przewodu pokarmowego i układu oddechowego, moczowego, oraz skóry;
- kurczaki/indyki: zakaźny nieżyt nosa ptaków (Coryza contagiosa avium), salmoneloza, pastereloza, infekcje spowodowane E. coli;
- cielęta/bydło: infekcje przewodu pokarmowego i układu oddechowego, zapalenie gruczołu mlekowego;
- świnie: choroby układu oddechowego, bezmleczność poporodowa u macior, kolibakterioza, salmoneloza;

Przy jednoczesnym stosowaniu chloramfenikolu, tetracyklin, lub antybiotyków makrolidowych mogą występować zjawiska antagonistyczne. U pacjentów, u których wykryto paciorkowce należy zrezygnować z podawania leku, ze względu na niską skuteczność.
Enrofloksacyna może być podawana zarówno doustnie w formie tabletek, jak również dożylnie lub podskórnie.

## Działania niepożądane
Szczególną wrażliwość na enrofloksacynę wykazują przede wszystkim rosnące psy i indyki. Może ona poważnie uszkodzić chrząstki stawowe znajdującą się w okresie wzrostu i ze względu na to nie powinna być podawana w tym przypadku w ogóle. Enrofloksacyny nie należy stosować również przy stwierdzonej oporności na chinolony ponieważ istnieje możliwość pojawienia się oporności krzyżowej. Z dalszych działań niepożądanych, mogą pojawić się zaburzenia żołądkowo-jelitowe (występujące przy dużych dawkach leku), oraz miejscowe reakcje w miejscu wstrzyknięcia.